# Castel San Gottardo
Castel San Gottardo è un castello costruito prima del 1181. Esso si trova sopra l'abitato di Mezzocorona in Trentino. Il castello di San Gottardo rappresenta uno dei pochi esempi di castello medievale costruito all'interno di una roccia naturale.

## Storia

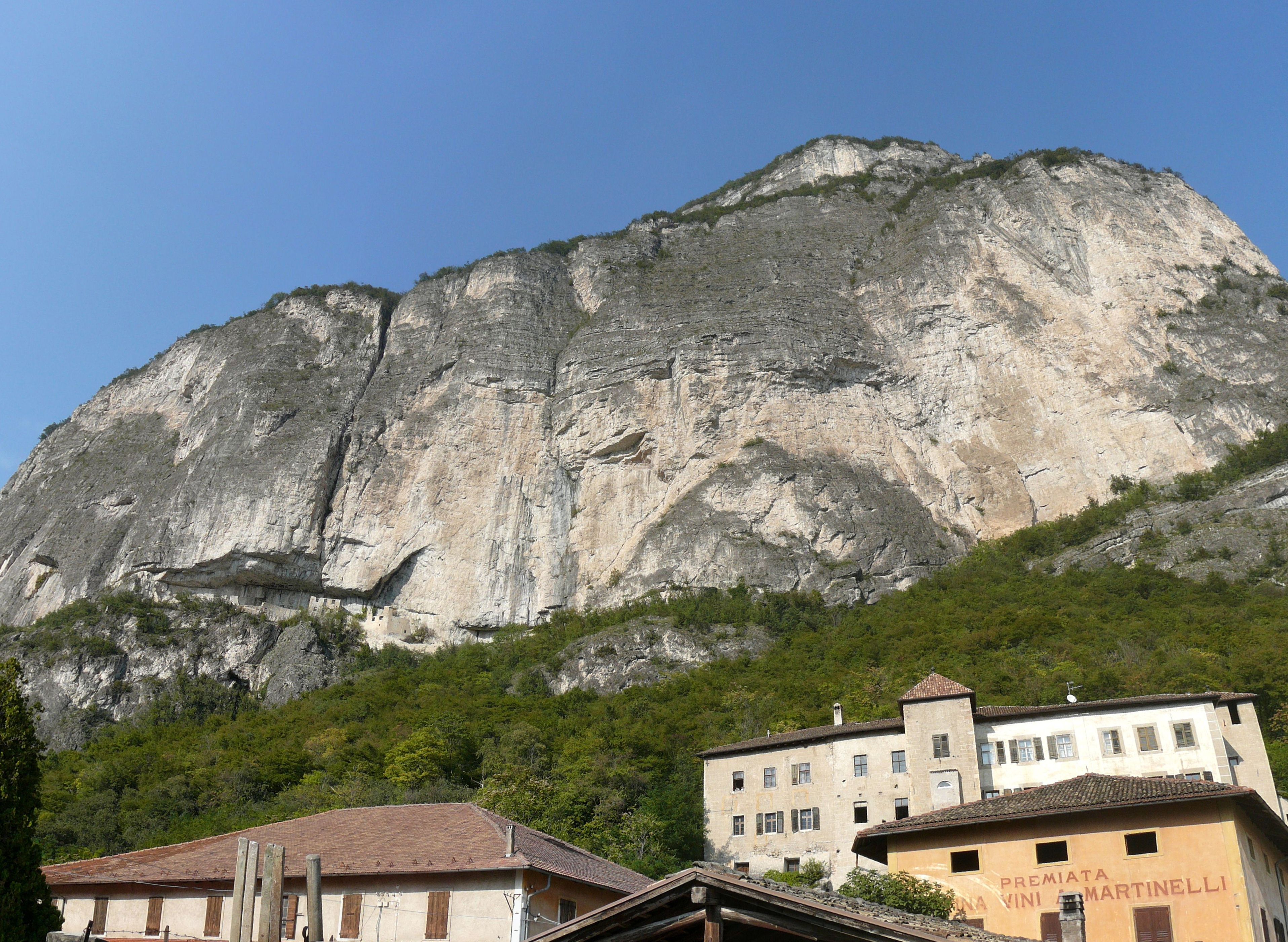
Il Castel Firmian e alle sue spalle le rovine del castel San Gottardo

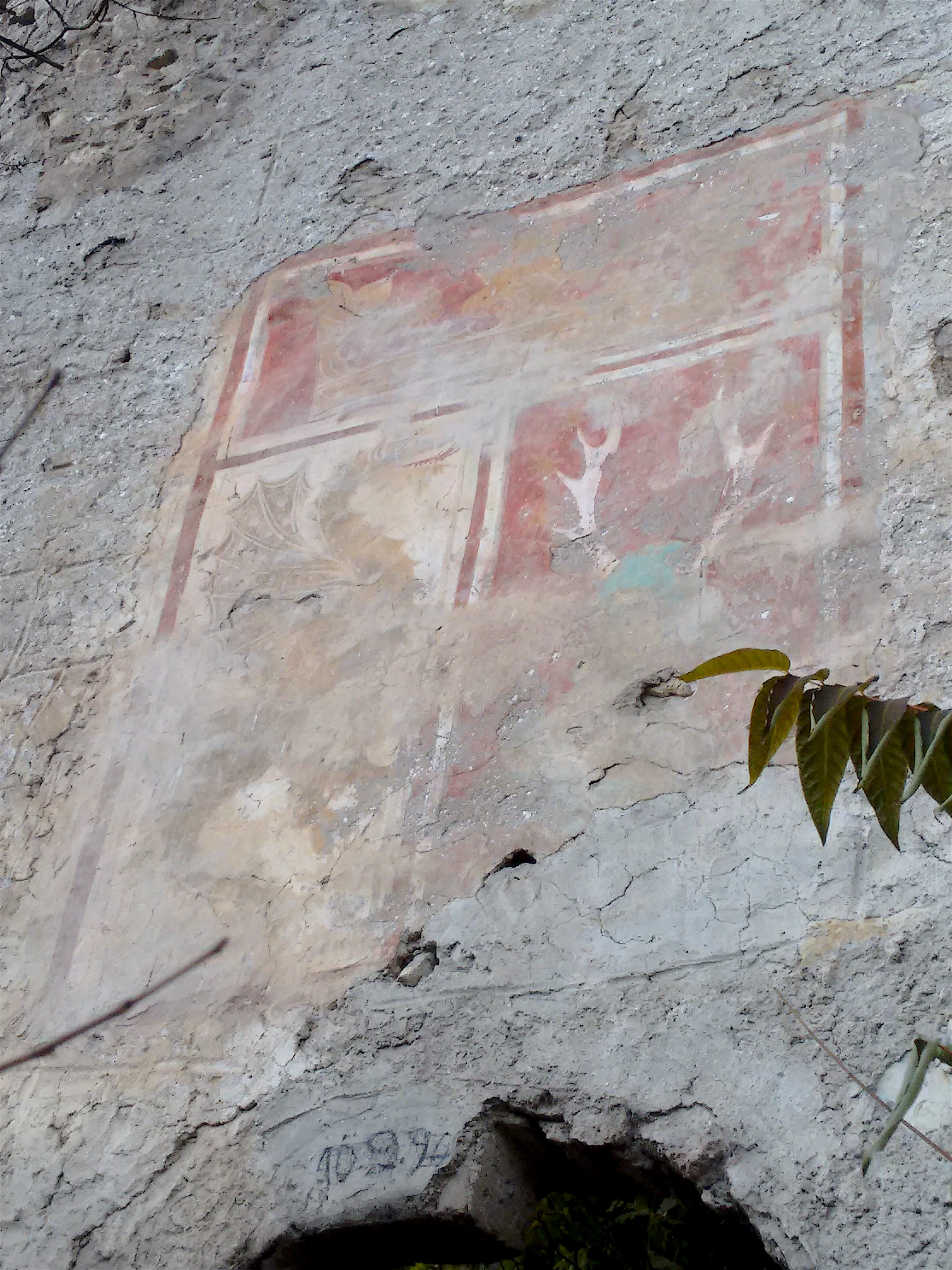
Resti dello stemma affrescato sul portone d'ingresso raffigurante un drago

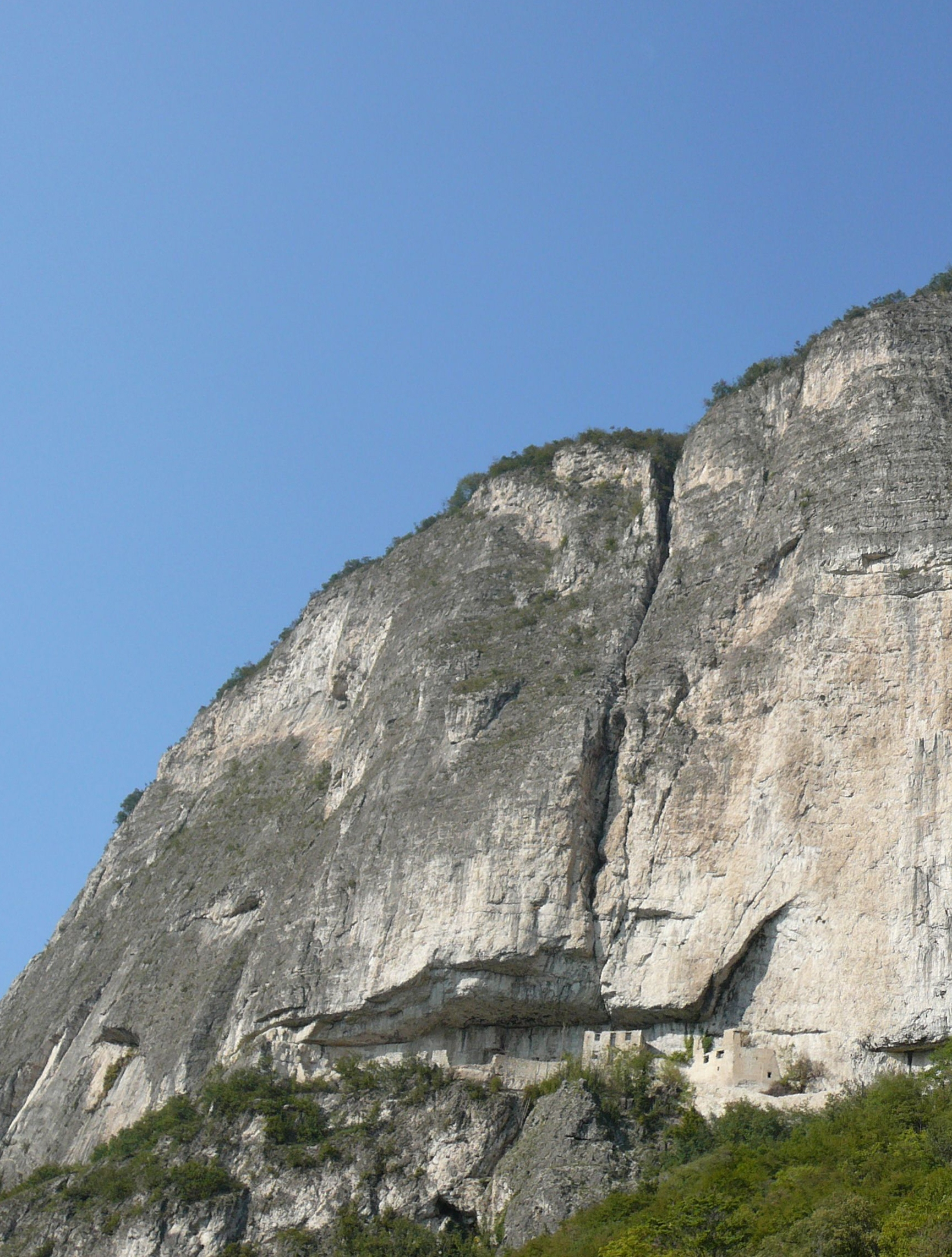
Altra vista del castello

Anticamente questo castello era denominato Corona di Mezo, e solo in seguito assunse il nome attuale. In realtà, con il termine "Mezo", si indicava tutta la pianura a destra e a sinistra del torrente Noce; si dice che il termine derivi dalla lingua ladina Mezo o Mez, ovvero "pianura" o anche "palude", nonostante il termine sia di origine prelatina. Il termine trentino "corona" deriva invece dalla parola tedesca Lueg e Loch traducibile con "buco". Il termine "crona" è invece la forma dialettale di corona, usato per indicare cenge e pare derivi dal termine celtico carn.
Il castello era dotato di un portone d'ingresso, tuttora distinguibile, sopra al quale si trova ancora oggi lo stemma con il drago e le feritoie poste a difesa dell'accesso. Assieme al castello, si trovano anche i resti di un avamposto di difesa, quelli di un palazzetto dove probabilmente soggiornavano i conti Firmian, una fonte d'acqua e la chiesetta dedicata a San Gottardo, patrono del paese di Mezzocorona, e risalente al XIII secolo.
Si hanno riferimenti al castello nel 1181, quindi è probabile che questo esistesse già in precedenza. In effetti, nel 1158 i conti di Appiano sequestrarono ed imprigionarono il vescovo trentino Adalberto alla Corona di Mez. Il popolo trentino decise di liberarlo anche usando la forza, ma data la difficoltà di raggiungere il maniero, si decise di utilizzare il fuoco. Nel 1209, sotto la guida degli Arcoi e dei Beseno, alcuni ribelli coadiuvati dai vassalli Mez insorsero contro il vescovo Federico Vanga; occuparono quindi il castello di Povo, quello di Cedra e assediarono quello di Mez, che fu saccheggiato e depredato.
In seguito, con l'arrivo del Rinascimento, i castelli arroccati strategicamente come questo furono abbandonati, tendendo a favorire accessi più comodi. Quindi anche San Gottardo fu abbandonato e quando il conte Nicolò Firmian entrò in possesso della giurisdizione di Mezzocorona, avendo sposato l'ultima erede della famiglia Mez, decise di far costruire ai piedi del precedente maniero il Castel Firmian, sicuramente più facile da raggiungere. Questo era dotato di una torre quadrata e di una cinta muraria ulteriormente protetta da fossati.
Sempre meno usato nel 1400, agli inizi del Cinquecento il castello era al tramonto della sua vita. Solamente alcune persone addette alla guardia o alcuni eremiti giungevano fin lì, in quanto accanto al castello si trovava un piccolo santuario dedicato a San Gottardo, il quale, secondo la leggenda aveva ucciso il basilisco di Mezzocorona, salvando i villaggi della Piana Rotaliana. Lì, dove viveva quest'essere mitologico, fu costruito l'omonimo castello.
Il castello recitò la sua ultima funzione di fortezza fino agli anni 1525-1526, quando vi furono le rivolte contadine e quindi fu anche dotato di cannoni; in seguito i cannoni vennero riutilizzati per i festeggiamenti, come ad esempio la festa del patrono paesano, San Gottardo. L'ultimo suo restauro risale al 1735, dopo di che anche i pellegrini iniziarono a diminuire fino a che Giuseppe II vietò l'accesso.

## Posizione geografica

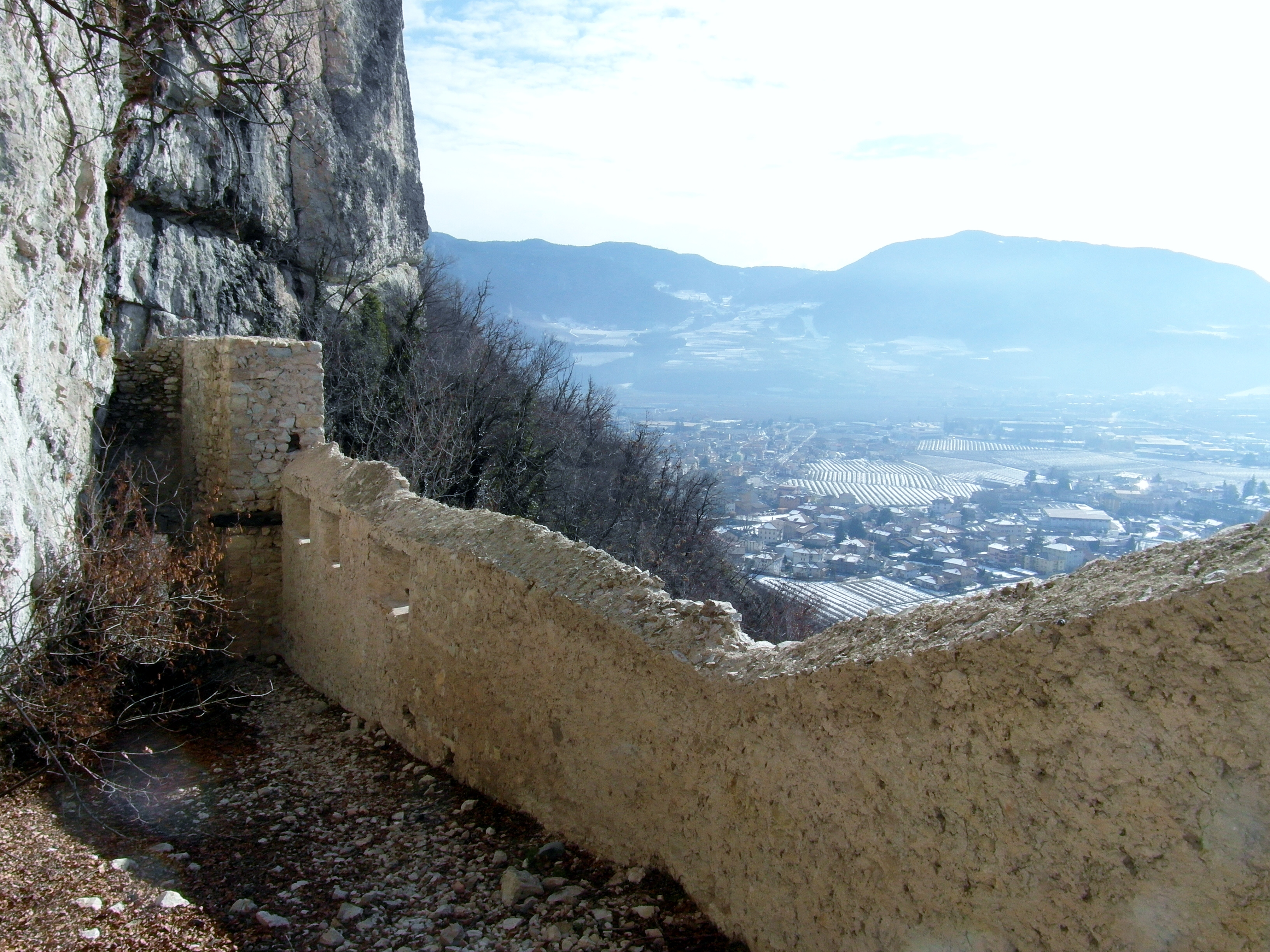
La cinta di mura del castello

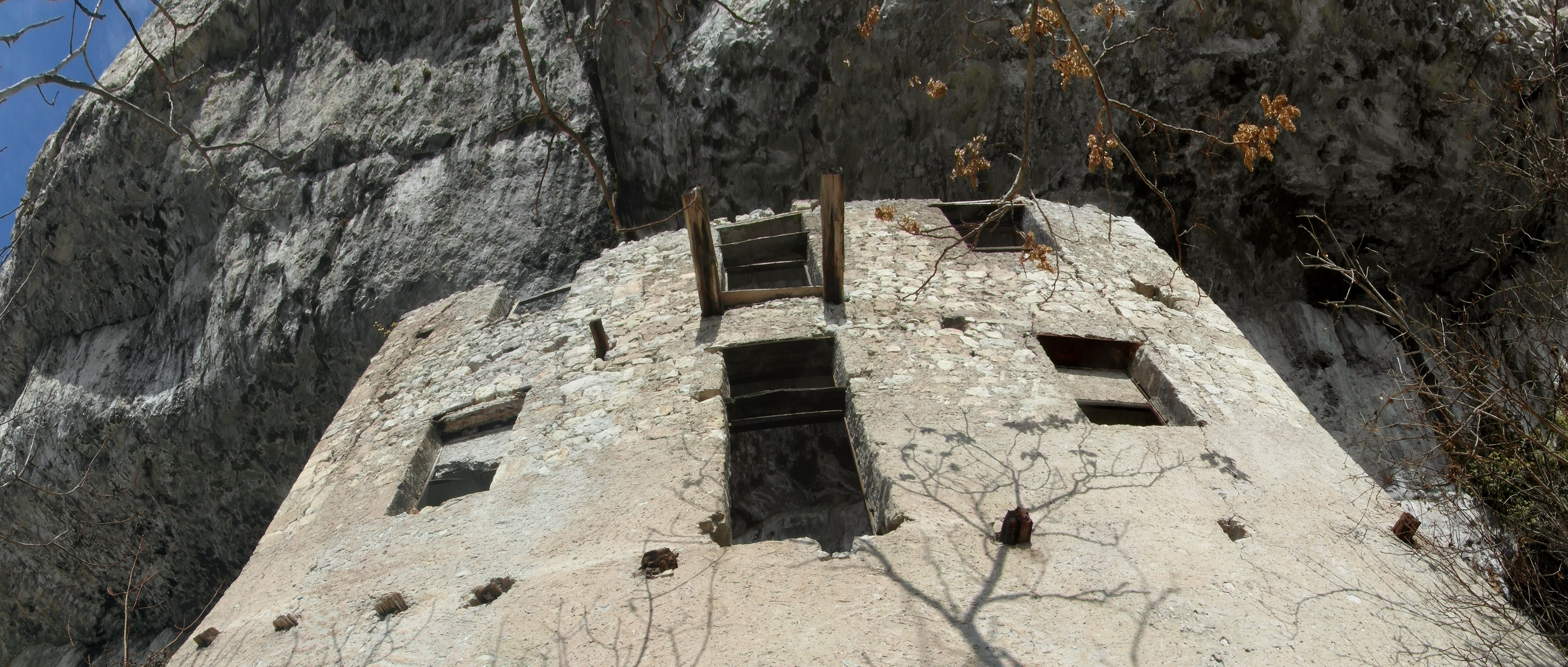
La parte centrale del castello

Il castello di San Gottardo si trova nella parte nord occidentale del paese di Mezzocorona, circa 100 metri sopra al più moderno castel Firmian. Il castello di San Gottardo e il bosco circostante appartengono dal 1480 alla famiglia Firmian. In quanto proprietà privata, il castello non è visitabile senza l'autorizzazione dei proprietari.